# Carl Dietrich von Zeidler
Hans Carl Dietrich von Zeidler (* 1660 auf Schloss Berbisdorf; † 12. März 1710 ebenda) war ein königlich-polnischer und kurfürstlich-sächsischer Generalmajor der Infanterie. Er war Herr auf Grubnitz und Ragewitz.

## Herkunft
Er stammte aus der Adelsfamilie von Zeidler. Seine Eltern waren der Herr auf Berbisdorf Sigmund von Zeidler († 1682) aus dem Haus Berbisdorf und dessen Ehefrau Anna Margaretha von Starschedel († 10. Dezember 1676) aus dem Haus Kleeberg. Zeidler war der einzige Sohn und hatte noch zwei Schwestern.

## Leben und Werk
Er hatte studiert, trat dann aber in den Dienst des König-Kurfürsten August des Starken. Er stieg in den Rängen auf, wurde 1697 zum Oberst ernannt und wurde Kommandeur des Infanterie-Regiments Uetterodt. 1698 kam das Regiment an den Prinzen Wilhelm von Holstein-Wiesenburg. 1699 erhielt Zeidler das Regiment, das aber dann den Namen Königin führte. Im Februar 1705 wurde er zum Generalmajor der Infanterie befördert. Er bekam 1705 den königlichen Auftrag die Geschlechter der Lausitz zu dokumentieren. 
Zeidler starb unverheiratet und ohne Kinder im Jahr 1710. Er wurde in der Kirche von Blosswitz beigesetzt. Sein Besitz fiel an die ihn überlebende Schwester Johanna Sophie von Trützschler (* 22. März 1664; † 9. Juni 1729). Diese verkaufte ihre Anteile an dem Rittergut Berbisdorf an ihren Mann Hans Heinrich von Trützschler (* 21. Februar 1658; † 7. April 1734). Außerdem hinterließ er eine Stiftung von 400 Talern, von den Zinsen sollte der Pfarrer, der Lehrer und die Armen profitieren.